# Robert Beckmann (Musiker)
Robert Beckmann (auch B. Breuler; * 11. März 1968 in Jena) ist ein deutscher Geiger, Autor, Sänger und Produzent. Er lebt und arbeitet in Rostock.

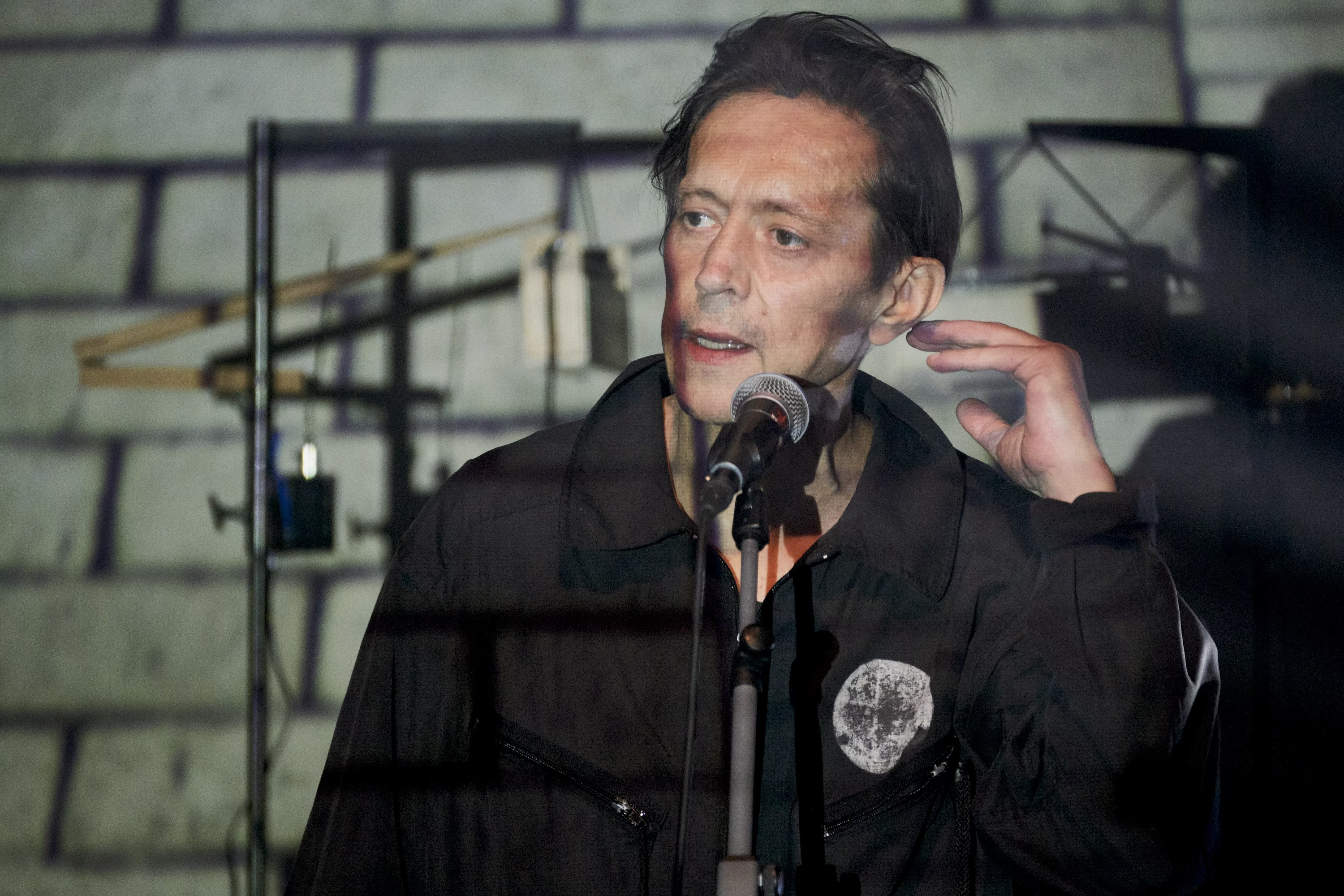
Robert Beckmann (2018)

## Werdegang
Beckmann beendete 1986 nach zwölf Jahren seine Ausbildung zum Violinisten. Zwischen 1986 und 1991 war er Straßenmusiker; vor allem in Potsdam prägte er die ursprünglich folkloreorientierten Formationen Tippelklimper und Spilwut, die sich mit der Praxis mittelalterlicher Spielleute auseinandersetzten. Zeitgleich gab es verschiedene Arbeiten mit Free-Jazz-Musikern sowie Werke im Rahmen von Performances mit Künstlern wie z. B. Hans Scheuerecker.
1991 gründete er gemeinsam mit Titus Jany die als Mittelalterrockband beginnenden The Inchtabokatables (neun Alben). Der Stil der Band änderte sich in den nachfolgenden Jahren mit jeder Veröffentlichung. Das letzte Album der Band trägt deutliche Züge konzeptionell angelegter Musik, Einflüsse von Industrial und Klassik sind unüberhörbar. Die vorläufige Trennung der Band erfolgte 2002.
Trotz der Trennung der The Inchtabokatables und ihrer Abwendung von den mittelalterlich, irisch beeinflussten Anfängen, gelten sie auch heute existierenden Mittelalterrockbands wie In Extremo und Subway to Sally als ausweisliches Vorbild.
Anmerkung: Die Verwendung eines Plektrums auf Streichinstrumenten geht auf von Tobias Unterberg (B. Deutung) und Robert Beckmann entwickelte Spieltechniken zurück. Sie dürfen als „Erfinder“ dieser ungewöhnlichen Nutzung des Instrumentes gelten. Im Zusammenhang mit dem Einsatz diverser ursprünglich von der E-Gitarre bekannten Effektgeräte darf man in diesem Zusammenhang durchaus von der Einführung eines neuen „Streicher“-Sounds in die Rockmusik sprechen.
Zwischen 1996 und 2004 entstanden verschiedene Beiträge (Hörspiele) mit dem SWR – gemeinsam mit Tobias Unterberg (ebenfalls The Inchtabokatables).
Es folgen Arbeiten als musikalischer Leiter an Landes- und Stadttheatern.
- Die Legende von Paul und Paula, Regie: Sascha Hawemann; Landestheater Potsdam, 2004/05
- A Clockwork Orange, Regie: Sascha Hawemann, Oper Magdeburg, 2005/06

Parallel arbeitete Beckmann als Studiomusiker und Arrangeur (Stephan Remmler etc.). Er war an der Realisierung mehrerer Off-Theater-Projekte u. a. in der Schweiz für Regiearbeiten von Christian Kuchenbuch beteiligt.
2010 gründete er mit seinem Freund Titus Jany (Ex - drum bei The Inchtabokatables) die Band Grüßaugust (fünf Veröffentlichungen).
Seit 2014 arbeitet er regelmäßig an der Erstellung und Umsetzung eigener Konzepte für diverse Musikprojekte. 2015 erfolgte der Umzug von Berlin nach Rostock, wo er 2016 zusammen mit seiner Lebensgefährtin Ulrike Kretschmer das Künstlerkollektiv KLAUS! gründete und die alternative Lesereihe „MEUTERLAND“ ins Leben rief.
Im Jahr 2018 war er Gastmusiker am Volkstheater Rostock. 2020 begann die Arbeit am ersten Soloalbum, dass in Zusammenarbeit mit Daniel Dorsch im September 2021 unter dem Pseudonym BCKMN mit dem Titel „Unentdecktes Land“ erschien.
Fortlaufend ist er an musikalischen Performances unterschiedlichster Kunstprojekte beteiligt und arbeitet als Musikdozent primär mit sozial benachteiligten Kindern.

## Diskografie

### Mit The Inchtabokatables
- Inchtomanie (1992)
- White Sheep (1993)
- Ultra (1994)
- Merry Christmas/X-mas in the old man’s hat [Single] (1995)
- Quiet (1997)
- Übertrieben/Western Song [EP] (1997)
- You chained me up [Single] (1998)
- Too Loud (1998)
- Nine Inch Years (2000)
- Come with me [Single] (2001)
- Mitten im Krieg (2001)
- Ultimate Live (2002)

### Mit Grüßaugust
- unreleased raw tracks (2011)
- le punk c’est moi (2012)
- Grüßaugust (2013)
- Strophe, Bridge, Refrain (2015)
- Live On! (2020)

### Solo als BCKMN
- Unentdecktes Land (2021) CD und Vinyl